# Ferhan Şensoy

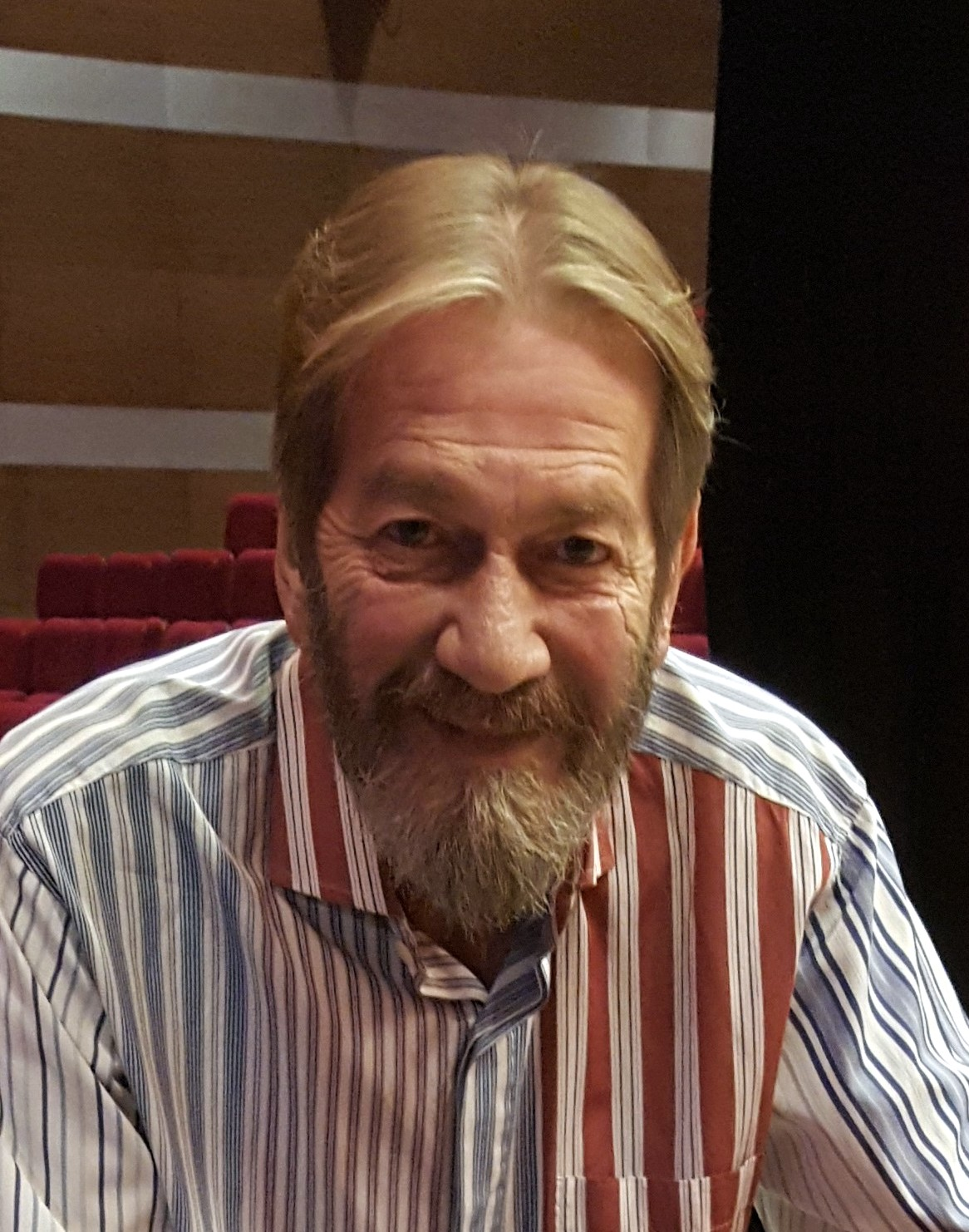
Ferhan Şensoy, 2015

Ferhan Şensoy (26. Februar 1951 in Samsun – 31. August 2021 in Istanbul) war ein türkischer Schauspieler, Dramatiker, Autor von Romanen, Fernsehserien und Gründer der Theatergruppe der „Ortaoyuncular“.

## Leben
Şensoy wurde am 26. Februar 1951 im Bezirk Çarşamba in der Provinz Samsun in der Nordtürkei geboren.
Şensoy besuchte von 1961 bis 1969 das Galatasaray-Gymnasium und wechselte danach auf das Çarşamba-Gymnasium.
Schon am Galatasaray-Gymnasium entdeckte Haldun Taner Ferhan Şensoy und führte ihn zur Kunst.
Seine ersten Kurzgeschichten und Gedichte wurden 1969 in den Zeitschriften Yeni Ufuklar und Soyut veröffentlicht. Kritiker sagten, dass er in seinen Werken von Boris Vian beeinflusst worden sei. Aber der junge Şensoy las Boris Vian erst nach dieser Kritik.
Seine ersten Sketche wurden 1970 im Devekuşu Kabare aufgeführt.
1971 begann er seine professionelle Schauspielerei in der Grup Oyuncuları.
Von 1972 bis 1975 studierte er Theater in Frankreich und Kanada. Er arbeitete unter Jérôme Savary und Andre-Louis Périnetti. 1975 wurde er in Montreal, Kanada, für sein Stück Ce Fou de Gogol mit dem Titel „Bester ausländischer Dramatiker“ ausgezeichnet. Er inszenierte und spielte im Musical Harem Qui Rit am Théâtre des Quatre Sous in Montreal.
1980 gründete er sein eigenes Theater „Ortaoyuncular“. Außerdem gründete er eine Jugendgruppe namens „Nöbetçi Tiyatro“ und trug zur Ausbildung neuer Theaterkünstler bei.
Das Musical Muzır Musical, das er 1986 schrieb und dirigierte, stieß auf heftige Reaktionen. Am 7. Februar 1987, nach der siebzigsten Aufführung des Stückes, brannte das Şan Tiyatrosu, in dem es inszeniert wurde, verdächtigerweise nieder.
Das Theater brannte, aber die Show musste weitergehen. Dazu schrieb er ein Stück: Ferhangi Şeyler ist eine Ein-Mann-Show, die Ferhan Şensoy vom 7. März 1987 bis 2016 ungefähr 1400 Mal spielte. In dieser Show kommentierte Şensoy alltägliche Ereignisse auf seine humorvolle Art.
Im Jahr 1994 verwandelte Şensoy ein gemietetes Schiff in ein schwimmendes Theater. Auf diesem Schiff führte er das Stück Seyircili Seyir defterteri (Logbuch mit Zuhörerschaft) auf, das er geschrieben, die Musik komponiert und Regie geführt hat. 
In den Worten von Münir Özkul ist der „Kavuk“ ein Symbol für 600 Jahre einer Kultur, einer Aufführungskunst namens „Tuluat“ (Improvisation).
Ferhan Şensoy erhielt den „Kavuk“ 1989 und trug ihn 27 Jahre lang bis März 2016. Danach übergab der Künstler den Kavuk an Rasim Öztekin.

## Werke

### Theaterstücke
- Nereye de Gidiyor Lan Bu Gemi? (2017)
- Masal Müfettişi (2013–2021)
- Nasri Hoca ve Muhalif Eşeği (2012–2021)
- İşsizler Cennete Gider (Prömiyer 2010–2021)
- Ruhundan Tramvay Gecen Adam (2010–2011) Karl Valentin, Ferhan Şensoy
- 2019 - Bilimsiz, Kurgusal Güldürü (2009–2010)
- Boşgezen ve Kalfası (2008–2009)
- Fername 2007–2009
- Kötü Çocuk 2007
- Aşkımızın Son Durağı 2006
- Kiralık Oyun 2005
- Uzun Donlu Kişot 2004–2005
- Beni Ben mi Delirttim? 2003
- Sahibinden Satılık 1. El Ortaoyunu 2001–2002
- Fişne Pahçesu 2000–2002
- Şu An Mutfaktayım 1999–2000
- Parasız Yaşamak Pahalı1999–2000
- Çok Tuhaf Soruşturma 1998–2000
- Haldun Taner Kabare 1997–1998 – Haldun Taner
- Aptallara Güzel Gelen Televizyon Dizileri 1996 – Anca Visdei, Ferhan Şensoy
- Felek Bir Gün Salakken 1995
- Üç Kurşunluk Opera (Die Dreigroschenoper) 1995–1996
- Şu Gogol Delisi 1994–1996
- Kırkambar-Gece Tiyatrosu 1994
- Seyircili Seyir Defteri 1994–1995
- Köhne Bizans Operası 1993
- Parasız Yaşamak Pahalı 1993
- Güle Güle Godot 1992–1993
- Aşkımızın Gemisi Fındık Kabuğu 1991
- Yorgun Matador 1990–1991 – Pierre-Henry Cami
- Kahraman bakkal süpermarkete karşı 1990–1991
- Soyut Padişah 1989–1990
- Don Juan ile Madonna 1988–1989 Anca Vısdeı
- Ferhangi Şeyler 1987–2021
- Keşanlı Ali Destanı 1986 – Haldun Taner, Regi: Ferhan Şensoy
- İçinden Tramvay Geçen Şarkı 1986 – Karl Valentin, Ferhan Şensoy
- Muzır Müzikal 1986
- Eşek Arıları 1986 – Aristophanes
- Kiralık Oyun 1983
- Eski Moda Komedya 1983 – Aleksiev Arbuzov
- Anna'nın 7 Günahı 1983–1984 – Bertolt Brecht
- En Büyük Romülüs Başka Büyük Yok 1982 – Friedrich Dürrenmatt, Ferhan Şensoy
- İstanbul'u Satıyorum 1980–1985
- Şahları da Vururlar 1980–1985
- Dedikodu Şov 1979
- Kukla 1979
- Kuklacı 1979
- Dur Konuşma Sus Söyleme 1976
- Ce Fou De Gogol 1975
- Harem Qui Rit 1975

### Filmografie
- Muhalif Başkan (2013)
- Son Ders: Aşk ve Üniversite  (2008)
- Pardon - (2004)
- Şans Kapıyı Kırınca (2004)
- Büyük Yalnızlık (1989)
- Bir Bilen (1986)
- Parasız Yaşamak Pahalı (1986)
- Kızını Dövmeyen Dizini Döver (1977)
- Aşk Dediğin Laf Değildir (1976)